# (33151) 1998 DY11
1998 دي واي 11 (ويعرف أيضًا باسم (33151) 1998 دي واي 11 وفق تسمية الكوكب الصغير) (بالإنجليزية: 1998 DY11)‏ هو كويكب ضمن حزام الكويكبات؛ وترتيبه 33151 من حيث الاكتشاف.
اكتُشف هذا الجُرم الفلكي بواسطة Pierangelo Ghezzi ‏ في 25 فبراير 1998.

## وصلات خارجية
- (33151) 1998 DY11 في قاعدة بيانات مختبر الدفع النفاث لأجرام النظام الشمسي الصغيرة

- الاكتشاف · مخطط المدار ·  العناصر المدارية · المعلمات المادية

- (33151) 1998 DY11 على موقع ويكي سكاي: DSS2, SDSS, GALEX, IRAS, Hydrogen α, X-Ray, Astrophoto, Sky Map, Articles and images